# Tencent Weibo
Tencent Weibo era un servizio cinese di microblogging. Il sito è stato lanciato dalla Tencent Holdings Limited ad aprile 2010 e chiuso nel 2020. Gli utenti potevano trasmettere un messaggio di cui 140 caratteri cinesi al massimo attraverso il web, SMS o smartphone.